# Theodore Edward Cantor

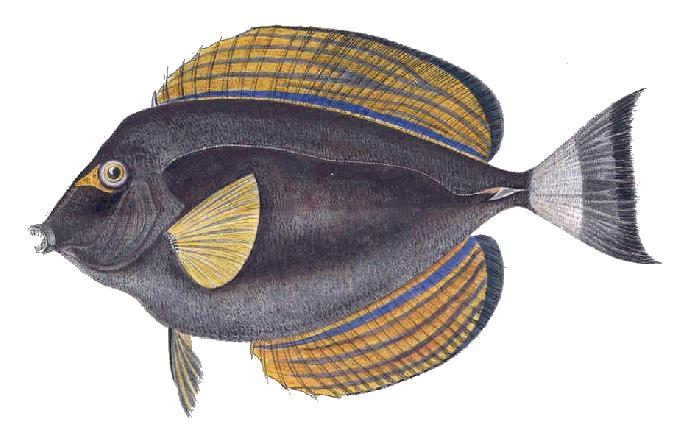
Acanthurus xanthopterus

Theodore Edward (Theodor Edvard) Cantor (1809 - 1860) foi um médico, zoólogo e botânico dinamarquês.
Cantor trabalhou para a Companhia Britânica das Índias Orientais. Fez coleções de história natural em Penang e Malacca.
É o autor das seguintes obras:
- Notes respecting some Indian fishes (1839)
- General features of Chusan (1842)
- Catalogue of Malayan fishes (1850)